# WTA de Bucareste
O WTA de Bucareste – ou BRD Bucharest Open, na última edição – foi um torneio de tênis profissional feminino, de nível WTA International.
Realizado em Bucareste, capital da Romênia, estreou em 2014 e durou seis edições. Os jogos eram disputados em quadras de saibro durante o mês de julho.
Não ocorreu em 2020 por causa da pandemia de COVID-19, e em 2021 foi transferido para Budapeste.

## Finais

### Simples
| Ano                                                         | Campeã                    | Vice-campeã          | Resultado |
| ----------------------------------------------------------- | ------------------------- | -------------------- | --------- |
| Torneio não realizado em 2020 devido à pandemia de COVID-19 |                           |                      |           |
| 2019                                                        | Elena Rybakina            | Patricia Maria Țig   | 6–2, 6–2  |
| 2018                                                        | Anastasija Sevastova      | Petra Martić         | 7–64, 6–2 |
| 2017                                                        | Irina-Camelia Begu        | Julia Görges         | 6–3, 7–5  |
| 2016                                                        | Simona Halep              | Anastasija Sevastova | 6–0, 6–0  |
| 2015                                                        | Anna Karolína Schmiedlová | Sara Errani          | 7–63, 6–3 |
| 2014                                                        | Simona Halep              | Roberta Vinci        | 6–1, 6–3  |

### Duplas
| Ano                                                         | Campeãs                               | Vice-campeãs                           | Resultado        |
| ----------------------------------------------------------- | ------------------------------------- | -------------------------------------- | ---------------- |
| Torneio não realizado em 2020 devido à pandemia de COVID-19 |                                       |                                        |                  |
| 2019                                                        | Viktória Kužmová Kristýna Plíšková    | Jaqueline Cristian Elena-Gabriela Ruse | 6–4, 7–63        |
| 2018                                                        | Irina-Camelia Begu Andreea Mitu       | Danka Kovinić Maryna Zanevska          | 6–3, 6–4         |
| 2017                                                        | Irina-Camelia Begu Raluca Olaru       | Elise Mertens Demi Schuurs             | 6–3, 6–3         |
| 2016                                                        | Jessica Moore Varatchaya Wongteanchai | Alexandra Cadanțu Katarzyna Piter      | 6–3, 7–65        |
| 2015                                                        | Oksana Kalashnikova Demi Schuurs      | Andreea Mitu Patricia Maria Țig        | 6–2, 6–2         |
| 2014                                                        | Elena Bogdan Alexandra Cadanțu        | Çağla Büyükakçay Karin Knapp           | 6–4, 3–6, [10–5] |